# 老上単于
老上 単于（ろうじょう ぜんう、拼音：Lǎoshàng Chányú、生年不詳 - 紀元前161年）は、前漢前期の匈奴の単于（在位：紀元前174年 - 紀元前161年）。氏は攣鞮氏、名は稽粥（けいいく）といい、老上単于というのは称号である。

## 生涯
冒頓単于の子として生まれ、父の死により単于に即位した。
漢の文帝（在位：前180年 - 前157年）は皇族の娘を公主にしたてて老上単于に嫁がせ、匈奴の閼氏（えんし：皇后）とさせた。このとき文帝は燕出身の中行説を公主のおもり役として一緒に匈奴へ送ってやった。しかし、中行説は匈奴に連れて来られたことに不満を抱き、以後漢に背いて匈奴の単于に仕えることとなる。
この頃の匈奴では冒頓単于以来、漢から送られてくる絹綿や食料などの物資を愛好するようになり、老上単于もまた愛好していた。それまでの匈奴と言えば、服装は毛皮で、食物は肉か乳製品であったので、中行説は「漢の文化に染まるのはよくありません」と諫める一方、記録方法や課税方法などを匈奴に伝授して匈奴の国家発展に貢献した。
紀元前166年、老上単于率いる匈奴軍14万騎は朝那・蕭関に侵入し、北地都尉の孫卬を殺し、人民と畜産を甚だ多く略奪し、遂に彭陽に至る。老上単于は奇兵（奇襲の兵）に命じて回中宮を焼き払わせ、候騎（斥候）には雍州の甘泉にまで現れさせた。ここにおいて文帝は中尉の周舎、郎中令の張武に命じて将軍とし、戦車千乗、騎10万を発して、長安の旁らに置いて匈奴の侵攻に備えさせた。文帝は昌侯盧卿を拝して上郡将軍とし、寧侯魏遫を北地将軍、隆慮侯周竈を隴西将軍、東陽侯張相如を大将軍、成侯董赤を前将軍として、戦車と騎兵の大軍を繰り出し、匈奴討伐に向かわせた。老上単于は塞（長城）内に1カ月あまり留まった末、ようやく立ち去り、漢軍は塞を出てこれを追撃したがすぐに帰還した。匈奴は日に日に傲慢になり、毎年のように侵入するようになって多くの人民と畜産を殺して奪った。このうち雲中郡と遼東郡が最も甚大な被害を受けており、代郡にいたっては1万人あまりも殺された。漢はこれを患い、匈奴に使者をやって書簡を送ると、老上単于の方も当戸を使者として返礼陳謝させて来た。ここにおいて両国はようやく講和を結んで友好関係を取り戻した。
4年後（紀元前161年）、老上稽粥単于が死に、子の軍臣が立って単于となった。

## 妻子

### 閼氏（皇后）
- 漢の公主

### 子
- 軍臣
- 伊稚斜

## 参考資料
- 『史記』（匈奴列伝）